# Terry Erwin

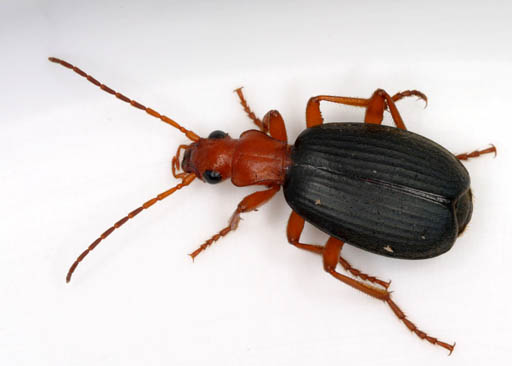
Strzel bombardier (Brachinus, ang. Bombardier Beetle)

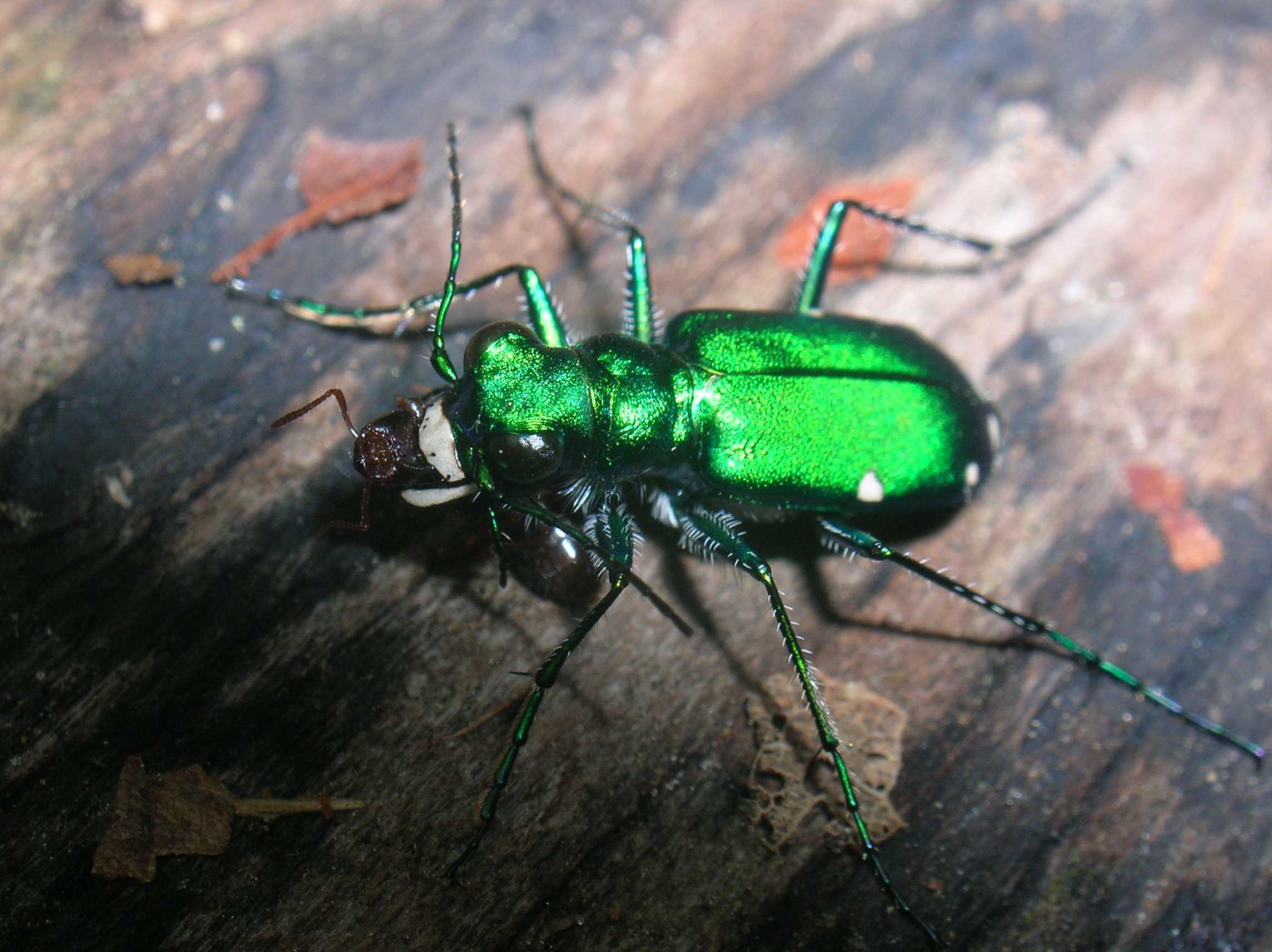
Cicindela sexguttata

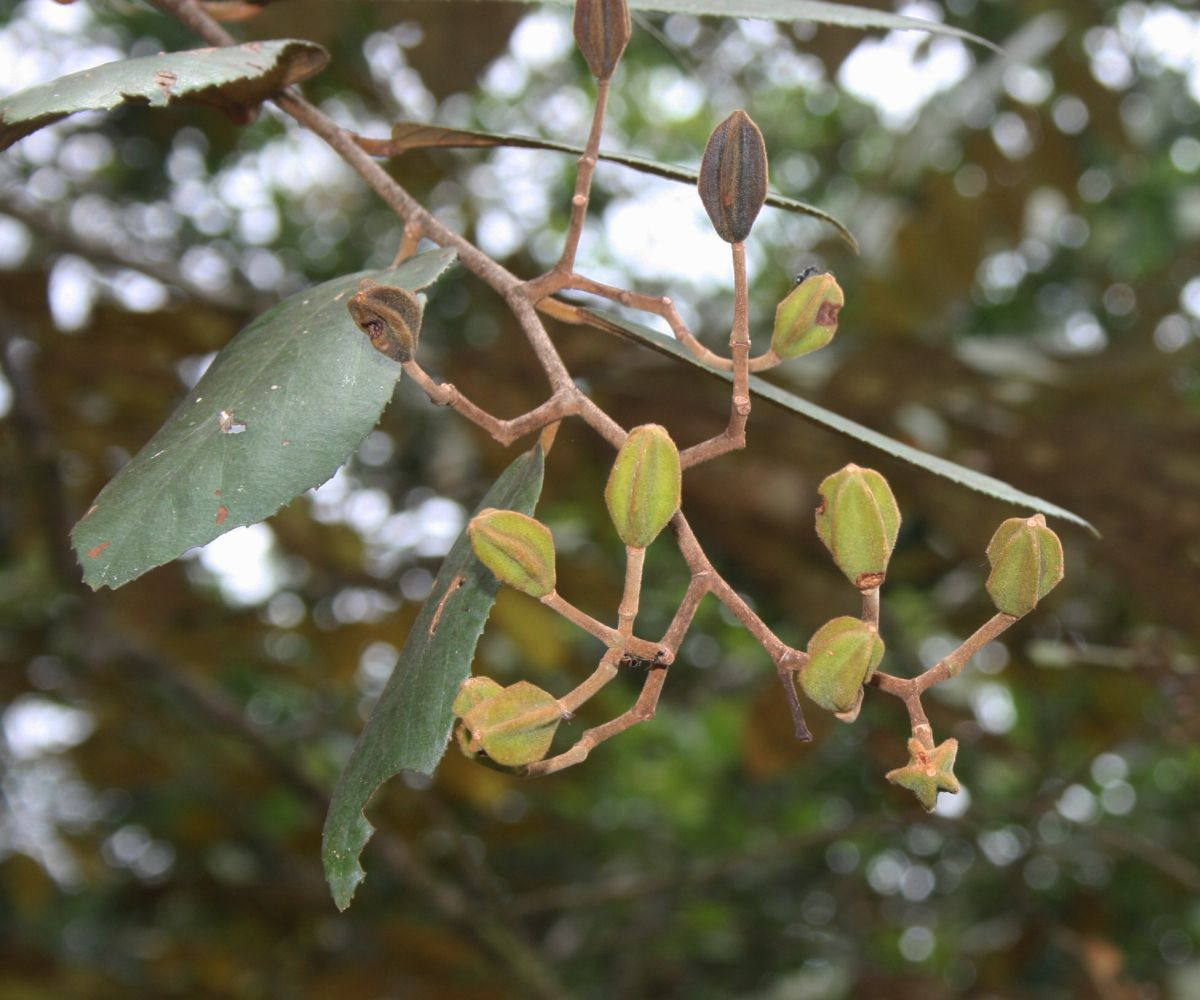
Luehea seemannii, ślazowate

Terry Lee Erwin (ur. 1 grudnia 1940 w St. Helena, Kalifornia, zm. 12 maja 2020) – amerykański ekolog i entomolog specjalizujący się w problematyce chrząszczy (Coleoptera), związany z Muzeum Historii Naturalnej w Smithsonian Institution (Waszyngton).

## Życiorys
Ojciec Terry’ego Erwina zajmował się obróbką metali (tin-knocker) i był kierowcą wyścigowym. Matka pracowała jako urzędnik państwowy. Syn w młodości spędzał czas z ojcem matki, łowiąc ryby w High Sierra (Sierra Nevada). W kolejnych latach założył klub wędkarski, działający na obszarze Zatoki San Francisco i zajął się budową samochodów, zamierzając pójść w ślady ojca. Uczęszczał do Vallejo Junior College i pracował w Vallejo na podwodnym okręcie atomowym w bazie morskiej Mare Island. W kolejnych latach studiował w San Jose State University, m.in. pod kierunkiem prof. J. Gordona Edwardsa – entomologa, alpinisty i leśnika, specjalisty w zakresie chrząszczy Coleoptera, od którego przejął zainteresowania tymi owadami. Rozwiązał pod jego opieką taksonomiczne problemy w obrębie rodzaju Brachinus (strzel, ang. Bombardier Beetle) – w wyniku jego rewizji rozpoznanych zostało 14 nowych gatunków, chrząszcze północnoamerykańskie wyodrębnione zostały w nowy podrodzaj  Neobrachinus. Uzyskał licencjat w roku 1963 i tytuł magistra w roku 1966. Pracę doktorską na temat: A reclassification of bombardier beetles and taxonomic revision of the North and Middle American species (Carabidae ; Brachinida) wykonał na Uniwersytecie Alberty w Edmonton pod kierownictwem Georga E. Balla. Stopień doktora otrzymał w roku 1969. Odbył staż podoktorancki w Muzeum Zoologii Porównawczej w Cambridge (u Philipa J. Darlingtona Jr.) oraz w szwedzkim Uniwersytecie w Lund (u Carla H. Lindrotha) i rozpoczął pracę w Department of Entomology US National Museum (zob. Smithsonian Institution). W roku 1971 rozpoczął (wraz z Karlem Krombienem) realizację finansowanego przez Washington Biologists Field Club (WBFC) projektu badawczego dotyczącego rodziny biegaczowatych w Panamie; zgodnie z pierwotnymi zamierzeniami miały być prowadzone w Kalifornii, jednak Paul D. Hurd (członek WBFC) wprowadził zmianę regionu badań. Badaniami innych owadów rzędu chrząszczy (Coleoptera) T. Erwin zajmował się przez ponad 40 lat. Uczestniczył w ekspedycjach naukowych, głównie w Amazonii i Ekwadorze. Zajmuje stanowisko „Curator of Coleoptera” w National Museum of Natural History (Department of Entomology SI), w którym znajduje się bogata kolekcja entomologiczna. W latach 1974–1977 pełnił funkcję sekretarza Society of Systematic Biologists.

## Liczba gatunków chrząszczy w lasach równikowych

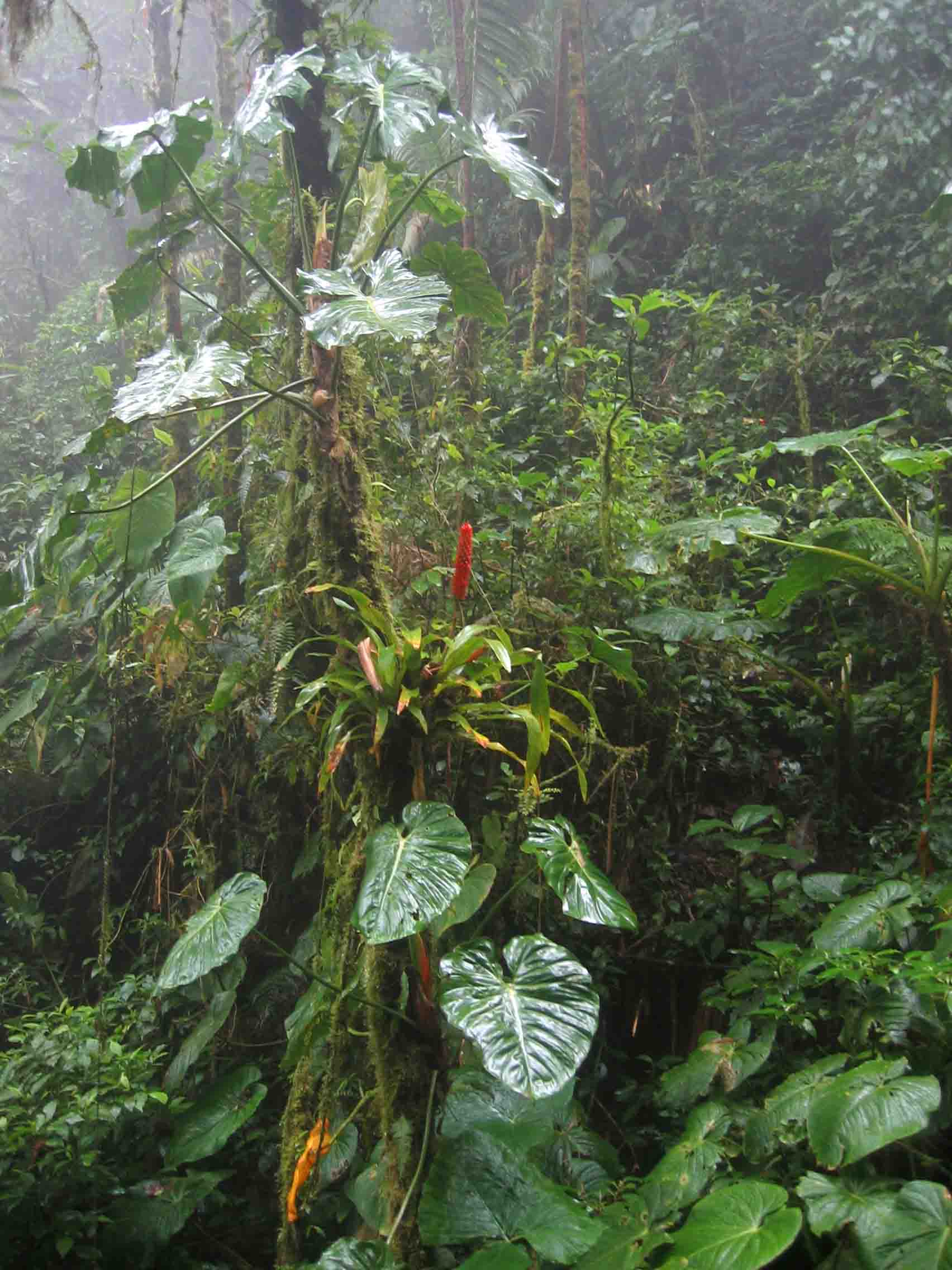
Wilgotny las równikowy w Panamie

Terry L. Erwin wniósł znaczący wkład nie tylko w taksonomię i ekologię chrząszczy, lecz również w poszukiwania odpowiedzi na pytania o całkowitą liczbę gatunków na Ziemi.
Przypuszcza się, że liczba gatunków, które zostały dotychczas opisane – wielokrotnie mniejsza od liczby nieopisanych – mieści się w zakresie 5–50 mln (lub nawet do 100 mln); według części źródeł wynosi ok. 8,7 mln (± 1,3 mln). Rodzina owadów, której Terry Erwin poświęcił ponad 40 lat pracy naukowej, odgrywa wielką rolę w strukturze zróżnicowanego biologicznie ziemskiego ekosystemu. Liczba poznanych gatunków wynosi ok. 1,39 mln, a grupą najliczniejszą są zwierzęta (ok. 1,03 mln). Wśród poznanych ok. 0,75 mln gatunków owadów najbardziej liczne są chrząszcze. Opisano ok. 0,29 mln gatunków chrząszczy, co pozwala stwierdzić, że stanowią  ⅓ – ¼ łącznej liczby poznanych gatunków.
Na początku lat 80. XX w. T. Erwin opublikował wyniki swoich oszacowań łącznej liczby gatunków stawonogów w lasach równikowych Panamy. Już pierwsze doniesienie (1,5 strony druku), że liczba ta może być o rząd wielkości większa niż wówczas sądzono, wzbudziła ekscytację.
Opisane badania dotyczyły chrząszczy zasiedlających korony drzew gatunku Luehea seemannii (rodzina ślazowate Malvaceae). T. Erwin opylał je silnym środkiem owadobójczym, a następnie oznaczał i liczył owady, które spadły na rozciągnięte pod drzewami specjalne płachty. Pod 19 drzewami (odległymi od siebie) zebrał chrząszcze należące do 1200 gatunków (ok. 20 % liczby gatunków chrząszczy w Polsce). Oszacowując na tej podstawie orientacyjną liczbę wszystkich gatunków stawonogów w lesie deszczowym wykorzystał cztery założenia:
1. średnia specyficzność gatunków chrząszczy w stosunku do gatunku drzewa wynosi 13,5 %,
2. w lesie równikowym występuje ok. 50 000 gatunków drzew,
3. chrząszcze stanowią 40 % gatunków stawonogów,
4. liczba gatunków stawonogów na dnie lasu jest dwukrotnie mniejsza niż w koronach drzew.

Oszacował na tej podstawie liczbę gatunków stawonogów: 
- w koronach drzew: 1200 × 0,135 × 50 000 / 0,40 = 20 000 000,
- w lasach równikowych świata: ok. 20 000 000 × 1,5 = 30 000 000.

W następnych latach, modyfikując założenia 1–4, stwierdzono, że poszukiwana wartość może się mieścić w zakresie 10–80 mln.

## Publikacje
Terry Erwin jest autorem 270 artykułów naukowych, wydanych w latach 1965–2013 (prace samodzielne i współautorstwo). W latach 60. opublikował m.in.:
- A revision of Brachinus of North America: Part I. The California species (Coleoptera: Carabidae); The Coleopterists Bulletin 19 (1), 1–19, 1965,
- Brachinus pallidus Erwin, a carabid beetle with an entomophagous larva; Pan Pacific Entomologist 42 (1), 73, 1966.

Badania wykonane na początku lat 80. zostały opisane m.in. w publikacjach:
- Tropical forests: Their richness in Coleoptera and other arthropod species, The Coleopterists Bulletin 36 (1), 74–75 (1982; praca T. Erwina najczęściej cytowana w innych publikacjach, 790 cytowań),
- Tropical Forest Canopies: Last Biotic Frontier, Bulletin of the Entomological Society of America 29 (1), 14–19 (1983),
- Beetles and other arthropods of the tropical forest canopies at Manaus, Brasil, sampled with insecticidal fogging techniques, Tropical Rain Forests: Ecology and Management, 59–75 (1983).

Od roku 2008 Terry Erwin popularyzuje wyniki swoich prac w dostępnym on-line wydawnictwie ZooKeys − Launched to accelerate biodiversity research.